# Ada'usch
Ada'usch, Adaus, Adauš o Adaush fou un territori assiri esmentat al segle ix. Es creu que estava al sud de l'Arsànies i oest del llac Van; alternativament estaria al Zab Superior. Sembla ser una part del territori de Kirruri.
Salmanassar III diu en una inscripció: "El país d'Aadus temia l'inici de la meva batalla poderosa, i els seus habitants van abandonar les seves llars cap als barrancs i les muntanyes, fugint com acells; la gloria d'Ashur, el meu senyor, els va angoixar i van baixar i es van posar als meus peus".
Assurnasirpal II l'esmenta i diu que hi va passar quan va anar de Nimme a Kurruri: "He enderrocat, excavat i consumit pel foc i he sortit del país de Nimme baixant al país de Kirruri cobrant el tribut als països de Kirruri, Simesi, Simera, la ciutat d'Ulmania, i als països d'Adaus, dels murgians i del murmia'sians; cavalls, mules, bous, ovelles, vi, i gerres de coure plenes formaven el seu tribut. Vaig establir un governador sobre elles. Quan vaig ser a Kirruri vaig matar, i la gloria d'Ashur el meu senyor, va angoixar a la gent de Gozan i de Khupuska (probablement Gilzan i Khubushkia); cavalls, plata, or, plom, i gerres de coure van portar davant meu com a tribut. Vaig sortir de Kirruri". D'aquest text s'extreuen conclusions: el rei venia de Nimme, per tant Adaus no podia estar lluny; va anar a Karruri com a objectiu final i, per tant, les destruccions a Adaush i altres llocs foren pel camí; i els estats que es van sotmetre (Gilzan i Khubushkia) ho van fer per por perquè estaven a la vora. La situació més probable d'Adaush seria a l'oest del llac Van, ja que Nimme estaria a la vall de l'Arsànies; per tant Gilzan estaria a l'est del llac (fins al llac Urmia) i Khubushkia al sud del llac.